# فرن القوس الكهربائي

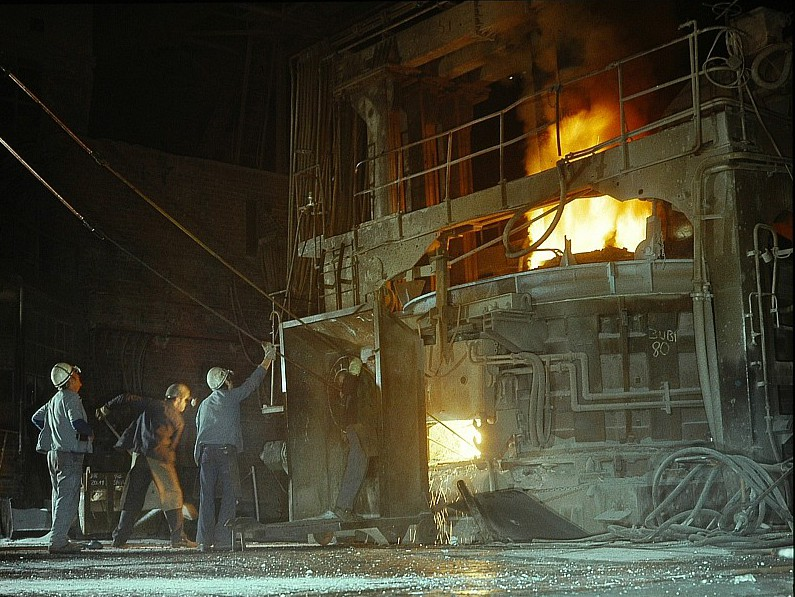
فرن القوس الكهربائي في مصنع للحديد والصلب.

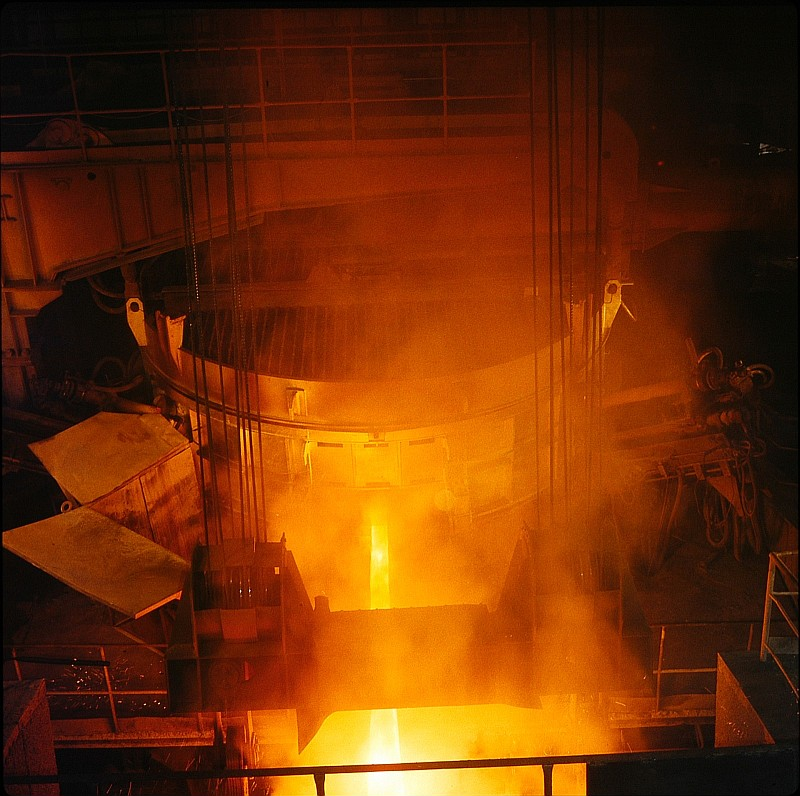
فرن القوس الكهربائي أثناء تمييله وتفريغه.

يستخدم فرن القوس الكهربائي لإعادة انصهار الحديد الخردة بغرض تدويره وإنتاج فولاذ منه. تتراوح سعة الأفران الكهربائية بين طن واحد وأكثر من 400 طن وقد تصل درجة حرارة هذا النوع من الأفران في المصانع أكثر من 1800ْ درجة مئوية بينما في المختبرات قد تتجاوز 3000 درجة. في المختبرات تجرى تجارب عديدة بغرض تحسين الإنتاج وابتكار أنواع فائقة من الفولاذ ذو خواص جديدة من ضمنها المرونة والصلابة ومقاومة الصدأ وغير ذلك.
وتعتبر تقنية أفران القوس الكهربي من التقنيات الحديثة في إنتاج الحديد والصلب حيث بدأ استخدامها في نهاية السبعينات وبداية الثمانينات من القرن الماضي. تعتمد التقنية على استخدام تيار كهربي ذو جهد فائق لصهر الحديد الأسفنجي الناتج من عملية الاختزال المباشر.
بالرغم من انتشار هذه التقنية وبالرغم من مميزاتها الكثيرة إلا أن نسبة 32% فقط من مصانع الصلب في العالم هي التي تستخدمها بينما لا تزال نحو 65% من صناعة الصلب في العالم تتم عن طريق تقنية الفرن العالي والمحول الأكسجيني التي تعتمد اعتمادا كبيرا على الفحم وذلك لرخص تكلفته مقارنة بأسعار الكهرباء.
إن إنتاج الفولاذ بواسطة فرن القوس الكهربائي يكون مرتفع التلكلفة عن إنتاج الحديد في فرن عالي. وبواسطة فرن القوس الكهربي يمكن إنتاج جميع أنواع الحديد والصلب والفولاذ وهي تستخدم بقلة بسبب ارتفاع تكلفتها وذلك بغرض إنتاج صلب بمواصفات عالية.
وصل الإنتاج العالمي من أنواع الصلب المتعددة 1542 مليون طن في عام 2012 من ضمنها نحو 29 % فقط أنتجتها أفران القوس الكهربائي. واصل نسبة تصنيع الفولاذ في أوروبا إلى كل أنوع الحديد والصلب 41% .
,

## المنتجات
يإستخدم فرن القوس الكهربي لصناعة حديد البناء والصلب ذو المواصفات العالية والصلب غير القابل للصدأ. يجهز الصلب غير القابل للصدأ في الفرن بإضافة معادن أخرى إلى الحديد مثل النيكل والكروم.
يوجد نوع من الأفران مشابهة لفرن القوس الكهربي يسمى «فرن اختزال المصهور» Submerge Arc Furnace وهو يستخدم لتصنيع كربيد الكالسيوم والسيليكون والبلورات.

## طريقة عمله

مقطع في فرن القوس الكهربي ، وتري ثلاثة أقطاب متدلية من أعلى لتوصيل تيار ثلاثي الأطوار.

في عملية القوس الكهربائي تستخدم طاقة كهربائية وطاقة كيميائية لصهر الحديد وترتفع درجة حرارة المصهور إلى نحو 3500 درجة مئوية. تصل الطاقة الكهربائية إلى سطح المصهور عن طريق أقطاب كهربائية تحدث الأقواس الكهربائية.
عند استخدام تيار متردد للصهر تنشأ عدة أقواس كهربائية بين طراف الأقطاب وسطح المصهور. أما إذا استخد م تيار مستمر فينشأ القوس الكهربائي بين أربعة أقطاب موجبة في قاع الفرن وقطب كهربائي سالب، وتكون الأقواس الكهربائية متخللة المصهور.

في تلك الطريقة الكهربائية يمكن استخدام الحديد الخام أو الحديد الآتي من فرن عالي. ويتكون خبث المعادن على سطح المصهور وهو يتكون من الجبس/ وأكسيد المغنسيوم وأكاسيد المعادن المنصهرة. وتلك الطبقة من خبث المعادن تغطي المصهور ووظيفتها امتصاص العناصر الغير مرغوب وفي نفس الوقت تمنع أكسدة المصهور الناتج، وحمايته من فقد حرارته.
قبل دلق المصهور تزاح طبقة خبث المعادن من الفرن وتدلق في بوتقة كبيرة للخبث وتبعد لتفريغها في كومة النفايات. أما الصلب لمصهور فيدلق في بوتقة من الفولاذ تحملها عربة ثقيلة تتحرك أتوماتيكيا، وتنقل الصلب إلى فرن بوتقة أخرى لتكملة تجهيزها.

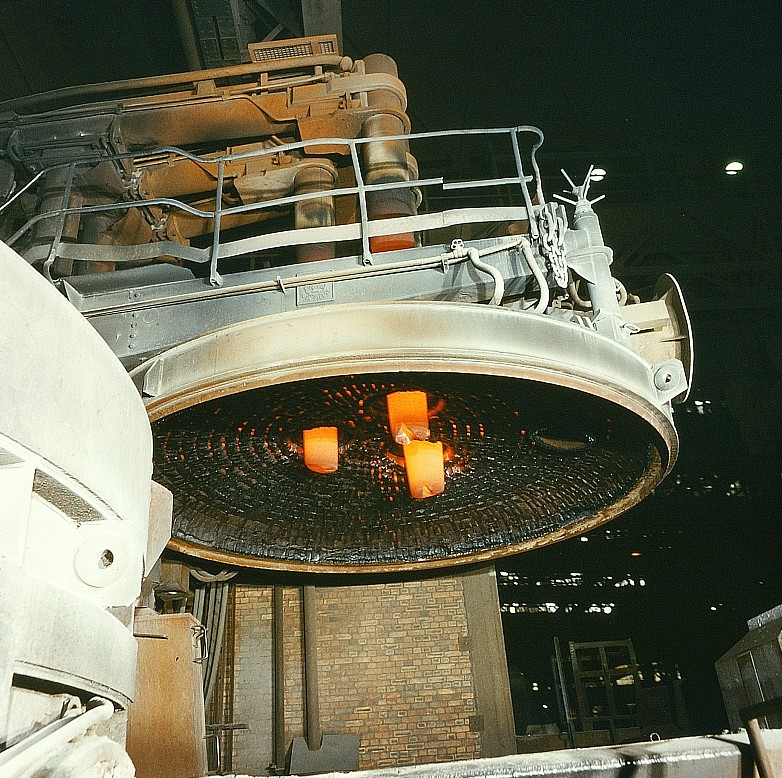
الاقطاب الثلاثة لا تزال متوهجة بعد ازاحة الغطاء عن الفرن.

يعمل الفرن الكهربائي على اعداد مصهور نقي يقل فيه الكربون والكبريت والفوسفور. ويجرى التحليل الكيميائي لمصهور فرن البوتقة. وعلى الرغم من تكلفته العالية للطاقة والغاز الطبيعي فإن تلك الطريقة تسمح بإنتاج مختلف أنواع الصلب والفولاذ التي تختلف في مكوناتها والمعادن الأخرى المضافة لها.

## تكوينه

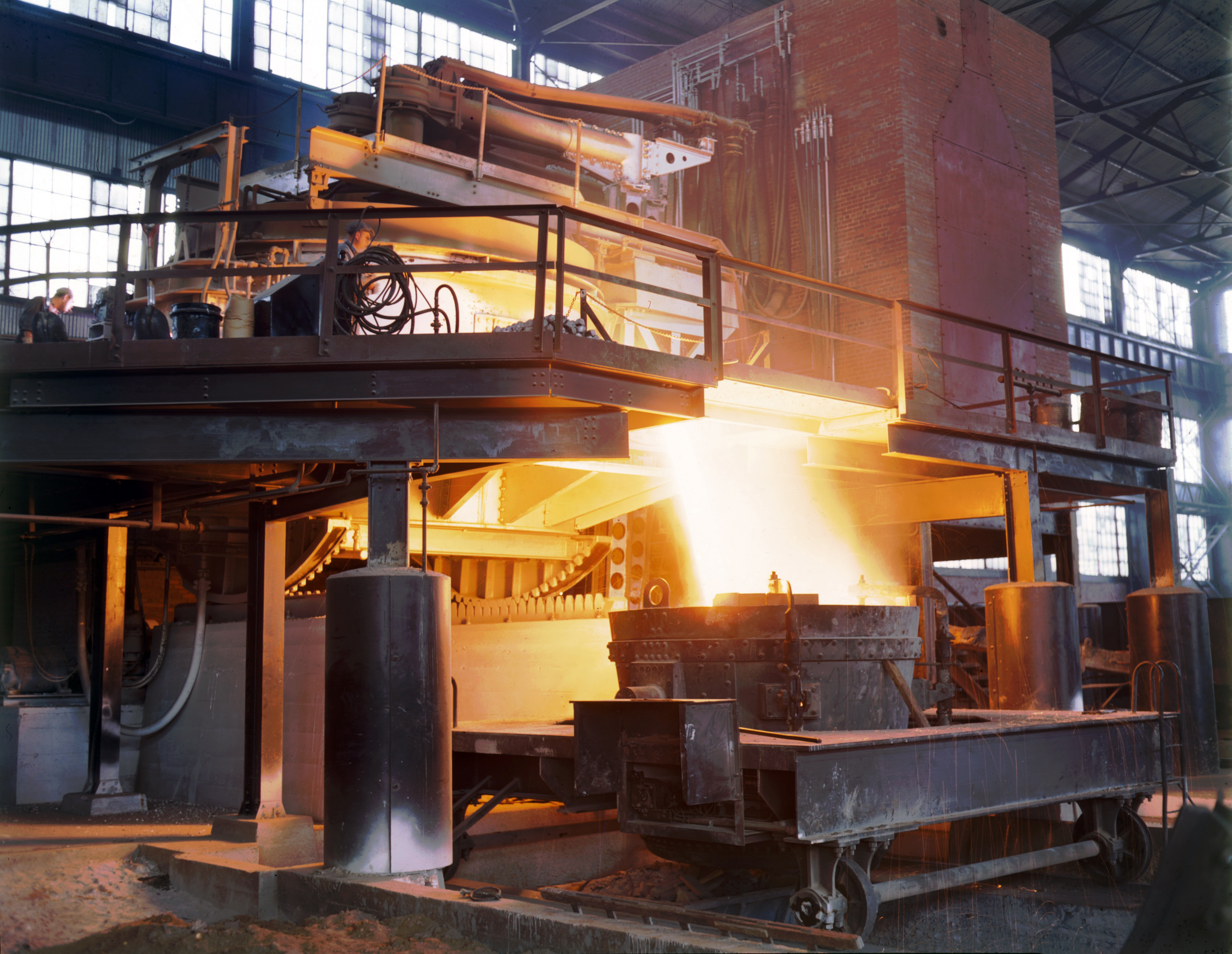
فرن القوس الكهربي عند البزل. إلى اليمين خلفه يرى المحول الكهربائي.

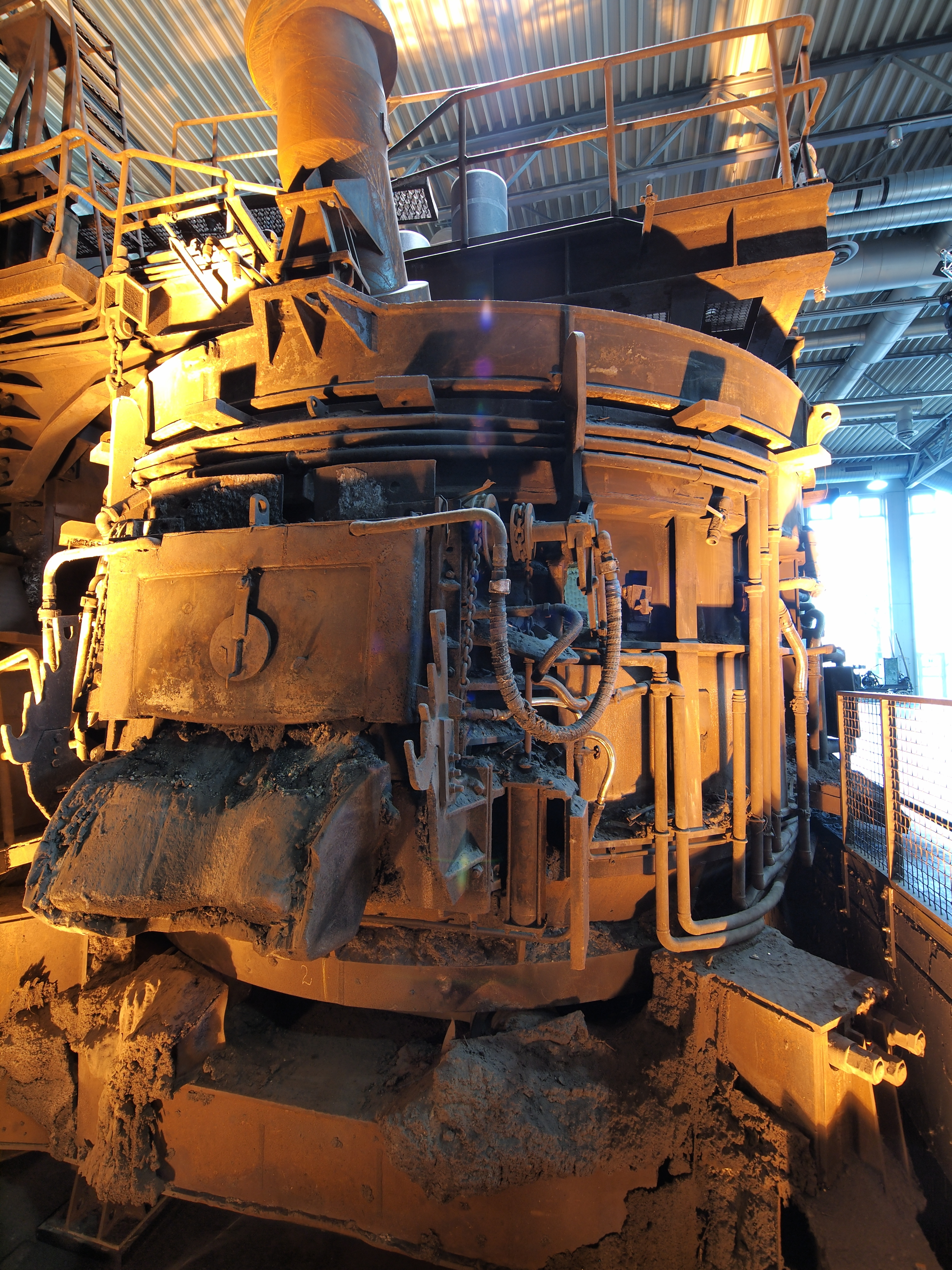
فرن القوس الكهربي في مصنع "داسا" في دورتموند.

يتكون فرن القوس الكهربي الذي يعمل بالتيار المستمر من فطب كهربائي يكون فوق سطح المصهور وقطب في القاع، أما الفرن الذي يعمل بتيار متردد فيعمل بثلاثة أقطاب على السطح. وينظم طول القوس الكهربي بواسطة منظم للأقطاب. ويتطلب فرن القوس الكهربي قدرة وكفاءة عالية من الشبكة الكهربائية المغذية له حيث يتغير مرور التيار بشدة أثناء عملية الصهر، ومن الممكن أن تؤثر الأقواس الكهربائية على الشبكة بطريقة عكسية.
ويتكون وعاء الفرن من ثلاثة أجزاء ( وعاء القاع ووعاء علوي وغطاء ) ، ويمكن تمييله هيدروليكيا لتفريغ ما فيه من مصهور. يتكون الجزء الخارجي منه من الحديد الصلب وهيكون في العادة مبردا بالماء ومن الداخل مبطنا بمواد تتحمل الحرارة العالية.
تقدر أحجام الأفران بما تحويه من المصهور، فمنها ما تصل سعته إلى 1 طن في المعامل الصغيرة أو قد تصل إلى 300 طن من المصهور للمصانع الحديد والصلب الكبيرة.

## الانبعاثات
تنبعث أثناء عملية القة س الكهربي غازات وغبار كثيفة. لهذا تستخدم أجهزة واقية ومرشحات للتصدر لها. وعلاوة على ذلك تنتج انبعاثات صوتية شديدة و إشعاعات كهرومغناطيسية و أشعة فوق البنفسجية وأشعة راديوية. وبسبب التيارات الكهربائية الشديدة المستخدمة في القوس الكهربي تنشأ مجالات مغناطيسية شديدة.

## مميزات فرن القوس الكهربائي

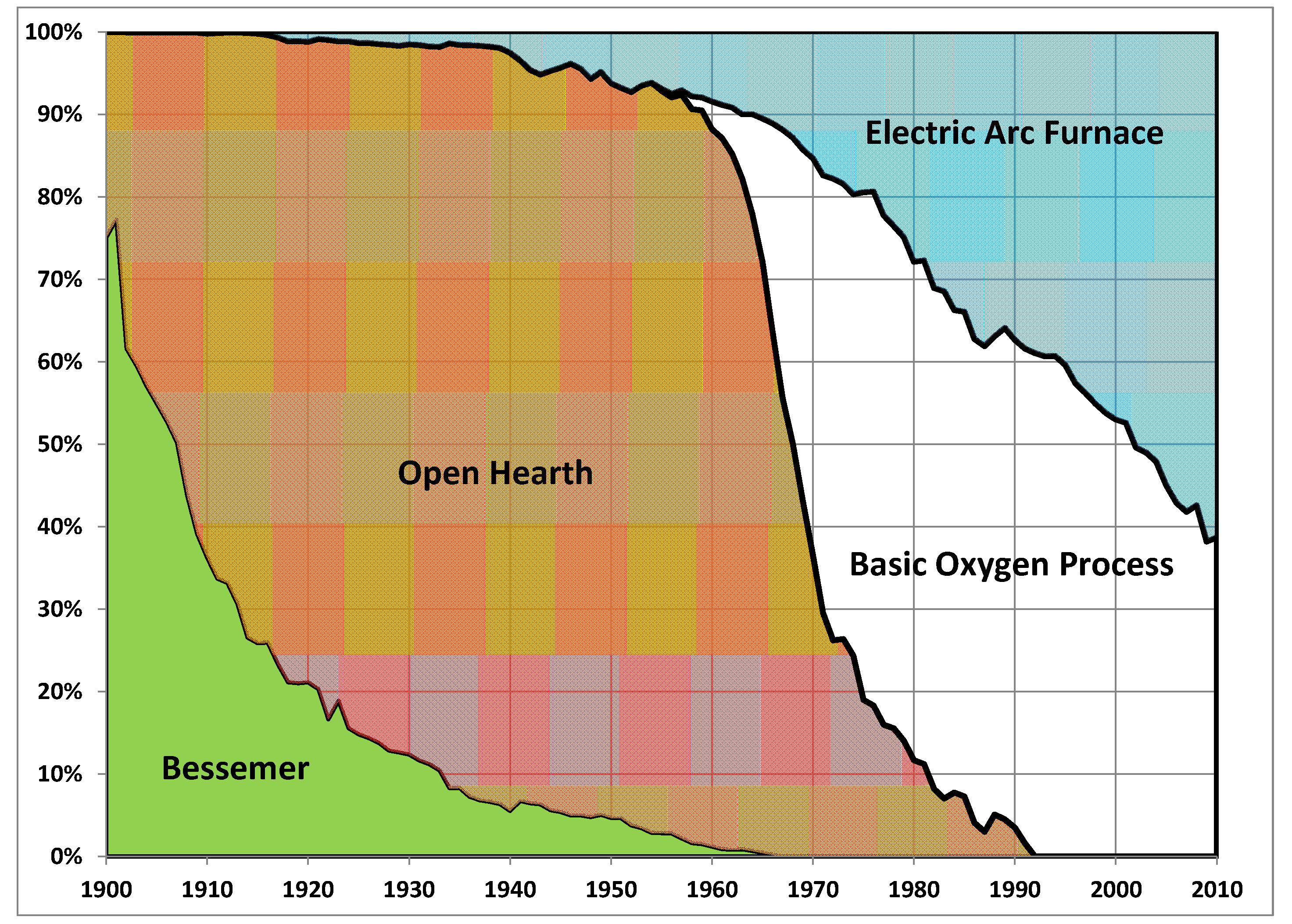
نسب عمليات تصنيع الصلب في الولايات المتحدة، 1950-2012. أصبح فرن القوس الكهربائي يمثل 60% من الإنتاج.

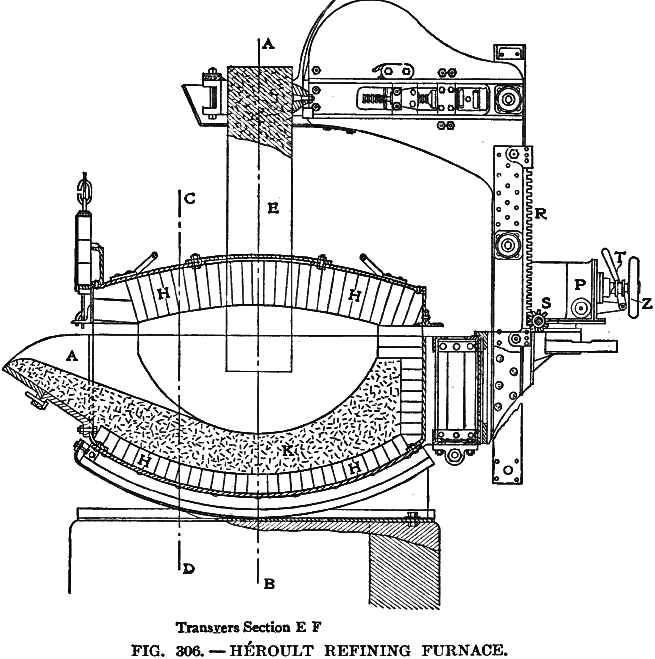
مقطع في فرن قوس كهربي من نوه "هيرو". يبين E قطب واحد يرتفع وينخفض بواسطة الحاملات R و S. داخل الفرن مبطن بطوب عازل للحرارة H و K. البوابة عند A. يتكيء وعاء الفرن على عتلة تأرجح.

يمكن استخدام فرن القوس الكهربائي لصهر واعادة استخدام الحديد الخردة. وهذا يخفض من الطاقة اللازمة لإنتاج الحديد الصلب بالمقارنة باستهلاك الفرن العالي الذي يتنتج الصلب من خام الحديد. والميزة الأخرى هي مرونته في التشغيل: الفرن العالي لا يمكن تغيير سعته كثيرا ويبقي يعمل لمدة سنينات طويلة، أما فرن القوس الكهربي فيمكن بدء تشغيله سريع ووقفه سريعا، مما يتيح تغيير منتجاته بحسب الرغبة.
أنتجت في الولايات المتحدة الأمريكية نحو مليون طن بواسطة أفران القوس الكهربي في عام 2009 أثناء فترة الركود الاقتصادي. ونظرا لأن أفران القوس الكهربي تستهلك طاقة كهربائية كبيرة فإن المصانع توافق بين وقت تشغيل الأفران مع أوقات يكون استهلاك الشبكة الكهربائية العام فيها هادئة نسبيا، وسعر الكيلوواط منخفض.
معظم افران القوس الكهربائي تكون صغيرة وتستخدم في إنتاج قضبان وألواح من الصلب. ويمكن أن تكون أفران القوس الكهربي قريبة من سوق الحديد الصلب فتنخفض تكلفة النقل عن تكلفة النقل من معامل كبيرة التي تكون في العادة مبنية علي المواني البحرية لرسو سفن النقل والاستيراد والتصدير.